# Salem M'bakata
Salem M'bakata (Kinshasa, 19 aprile 1998) è un calciatore congolese (Repubblica Democratica del Congo), difensore del Gaziantep.

## Carriera

### Club
Cresciuto calcisticamente nel settore giovanile del Sochaux, esordisce in prima squadra il 27 luglio 2019 in occasione della partita di campionato persa per 1-0 contro il Grenoble.
Nel 2022 si trasferisce ai greci dell'Arīs Salonicco; dopo una stagione si trasferisce in Turchia, al Gaziantep.

### Nazionale
Nel 2015 ricevette una convocazione dal CT della nazionale Under-20 congolese per un incontro amichevole contro i pari età dell'Inghilterra.